# 江苏省演艺集团
江苏省演艺集团有限公司，是江苏省唯一一家省属演艺类文化企业，也是中华人民共和国规模最大的综合性文艺团体之一。

## 历史
江苏省演艺集团有限公司是中华人民共和国最早的文化体制改革试点单位，也是最早尝试文艺院团转企改制的演艺团体之一。2001年9月，江苏省演艺集团成立，成为中华人民共和国第一个演艺集团。当时，江苏省将全部省属艺术院团——江苏省歌剧舞剧院、江苏省京剧院、江苏省昆剧院、江苏省锡剧团、江苏省扬剧团和江苏人民艺术剧院、江苏省人民剧场、江苏省演出公司、江苏文化音像出版社等单位整合，成立江苏省演艺集团，实现了文化行政管理部门同文艺表演团体政事分开、管办分离。
江苏省演艺集团成立后，将原来各单位的人事、财务、行政、后勤管理权以及演出营销权等统归总部调度。江苏省演艺集团设艺术表演、创作、管理三大类12种工作岗位，择优上岗，实行5%末位淘汰制，工资实行“岗位工资+绩效工资”。将艺术生产体制从以获奖为参照改为以市场和获奖有机结合为参照。
2004年8月，中共江苏省委、江苏省人民政府联合下发《江苏省演艺集团深化改革的实施意见》，江苏省演艺集团全员转企改制，从事业单位转为企业。转企改制后，政府从花钱养人为主改为通过政府采购、补贴等经济手段支持艺术创作为主。
2006年3月8日，由江苏省演艺集团相对控股的江苏演艺文化产业股份有限公司成立。
2009年，江苏省演艺集团经营收入在中华人民共和国国有文艺院团中率先“破亿”。2009年后，演出场次通常保持在每年超过5000场。
江苏省演艺集团成立后，先后排演了许多剧目和节目，例如昆剧《1699·桃花扇》、《南柯梦》，京剧《飘逸的红纱巾》、《镜海魂》，江苏民间歌舞《好一朵茉莉花》，扬剧《王昭君》，锡剧《珍珠塔》，话剧《世纪彩虹》、《枫树林》，评弹《唐宋古韵忆江南》、歌剧《运之河》、音乐剧《锦绣过云楼》等。其中，昆剧《1699·桃花扇》获中共中央宣传部“五个一工程”奖、文华大奖特别奖；京剧《飘逸的红纱巾》获中共中央宣传部“五个一工程”奖、第五届中国京剧节现代戏金奖第一名、文华优秀剧目奖；歌剧《运之河》获第二届中国歌剧节优秀剧目奖；话剧《枫树林》获第十四届文华奖文华大奖；爱之旅合唱团获全国合唱比赛银奖、6项国际性合唱艺术节金奖。
中共江苏省委宣传部负责对江苏省演艺集团的工作实施方针政策的指导。中共江苏省委宣传部受中共江苏省委委托，与中共江苏省委组织部共同负责提名、考察与管理江苏省演艺集团的领导干部。

## 历任领导
| 董事长 - 顾欣（？—2012年） - 朱昌耀（2012年—2016年5月） - 郑泽云（2016年5月—2023年5月） - 周东亮（2023年5月—） | 党委书记 - 杨启鹏（2001年—？） - 朱昌耀（2008年—2016年5月，先后为副总经理、总经理、董事长兼） - 郑泽云（2016年5月—2023年5月，董事长兼） - 周东亮（2023年5月—，董事长兼） | 总经理 - 顾欣（2001年10月—2011年） - 朱昌耀（2011年—2015年10月） - 柯军（2015年10月—） |

## 直属院团
江苏省演艺集团有限公司下辖直属院团11个：
- 江苏省演艺集团歌舞剧院：1956年12月成立江苏省歌舞团。1959年12月在该团基础上成立江苏省歌舞话剧院。1962年9月撤销江苏省歌舞话剧院，恢复江苏省歌舞团。1987年1月成立江苏省歌舞剧院[16]。
- 江苏省演艺集团京剧院：1953年，由苏南大众京剧团、苏北实验京剧团合并成立江苏省大众京剧团。1955年更名为江苏省京剧团。1960年5月，以江苏省京剧团为基础，合并南京市青年京剧团、南京市京剧团、扬州专区京剧团部分演职员，在南京成立江苏省京剧院[17][18]。
- 江苏省演艺集团昆剧院：1960年，上级抽调省苏昆剧团的张继青等13位“继”字辈演职员来南京建立江苏省昆剧团一团，留苏州的改为江苏省昆剧团二团。1972年一、二团合并，驻苏州。1977年一团调回南京，1977年11月更名为江苏省昆剧院，驻南京[17][19]。
- 江苏省演艺集团话剧院：1953年成立江苏省话剧团。1989年8月更名为江苏人民艺术剧院[20][17]。
- 江苏省演艺集团锡剧团：1953年4月在南京成立江苏省锡剧团。以苏南文联锡剧实验剧团作为基础，吸收苏南文工团部分团员组成[17]。
- 江苏省演艺集团扬剧团：1953年4月在南京成立江苏省扬剧团。以苏北实验扬剧团作为基础，吸收苏南、苏北文工团部分团员组成。后来又有南京实验剧团、江苏省青年扬剧团部分演职员参加，并自上海、扬州调入部分主要演员[17]。
- 江苏省演艺集团交响乐团：1979年组建江苏省歌舞团管弦乐队。1987年1月成立江苏省歌舞剧院管弦乐团。1995年10月与江苏省歌剧团乐队合并组建江苏省歌舞剧院交响乐团[21][22]。
- 江苏省演艺集团民族乐团：1956年组建江苏省歌舞团民族乐队。1995年10月成立江苏省歌舞剧院民族乐团[22]。
- 江苏省演艺集团评弹团：1960年5月10日成立江苏省曲艺团。1987年1月并入江苏省歌舞剧院，成为江苏省歌舞剧院评弹团[23]。
- 江苏省演艺集团木偶剧团：2002年成立江苏省演艺集团木偶剧团。
- 江苏省演艺集团飞扬乐团：2007年1月成立江苏省演艺集团飞扬乐团。